# La Isla de los Ratones
La Isla de los Ratones fue una revista literaria santanderina (1948-1955) y una colección de libros (1949-1986) creadas por el escritor cántabro de origen asturiano Manuel Arce.

## RevistaLa Isla de los Ratones[1]
La revista litararia La Isla de los Ratones vio la luz en la posguerra santanderina ante los problemas que tenían los nuevos poetas locales para publicar sus escritos, toda vez que la revista Proel, que cumplía esa función, pasaba desde 1946 por una serie de problemas que impedían una circulación regular.
Ante este problema, y aprovechando que dos amigos, los hermanos Bedia, habían adquirido una imprenta, los tres (Manuel Arce, Joaquín y Gonzalo Bedia) decidieron imprimir una revista literaria. El nombre de la revista lo dio en una tertulia el pintor Miguel Vázquez. Tras luchar por conseguir los permisos necesarios para su publicación como "hojas sueltas", sin numerar, el primer número salió en mayo de 1948 como La Isla de los Ratones. Hojas de poesía. Los ocho años de vida de la publicación vieron numerosos avatares para conseguir darle una apariencia de "revista" de carácter periódico evitando las normas de la censura que la condenaban a un formato de "hojas sueltas".
La revista se dedicó principalmente a la publicación de poemas, pero también tuvieron cabida la prosa (cuentos, crítica literaria, pictórica, ensayos...) y el arte. Entre los muchos autores publicados en sus 26 números se puede destacar a Juan Ramón Jiménez, Pedro Salinas, Vicente Aleixandre, Pablo Neruda, Gerardo Diego, Gabriel Celaya, Ángel Crespo, Blas de Otero, José Agustín Goytisolo, Carlos Bousoño, Antonio Gala, José Hierro, Julio Maruri, Miguel Hernández o el propio Manuel Arce.
En 2007 la editorial Visor lanzó una edición facsímil de todos los números de la revista.

## ColecciónLa Isla de los Ratones[3]
La colección de libros, con el mismo nombre que la revista, vio la luz entre los años 1949 y 1986. Estaba estructurada en cinco series diferentes: Poetas de hoy (73 obras), Narración y ensayo (27 obras), Colección de Arte Bisonte (10 obras), Nueva Serie (2 obras) y Clásicos inolvidables (2 obras).
En esta colección se publicaron obras de Gabriel Celaya, Gerardo Diego, Manuel Arce, Jorge Guillén, Rainer Maria Rilke, Miguel Ángel Asturias, Ángel Crespo, Alonso Zamora Vicente, Lope de Vega o Francisco de Quevedo.